# گونتر مادر
گونتر مادر (انگلیسی: Günther Mader؛ زادهٔ ۲۴ ژوئن ۱۹۶۴) اسکی‌باز آلپاین اهل اتریش است.